# Sportverein Stuttgarter Kickers 1991-1992
Questa voce raccoglie le informazioni riguardanti lo Sportverein Stuttgarter Kickers nelle competizioni ufficiali della stagione 1991-1992.

## Stagione
Nella stagione 1991-1992 il Stuttgarter Kickers, allenato da Rainer Zobel, concluse il campionato di Bundesliga al 17º posto. In Coppa di Germania il Stuttgarter Kickers fu eliminato ai quarti di finale dal Borussia M'gladbach.

## Rosa
| N. |                      | Ruolo | Calciatore        |
| -- | -------------------- | ----- | ----------------- |
|    | Germania (bandiera)  | P     | Stefan Brasas     |
|    | Germania (bandiera)  | P     | Claus Reitmaier   |
|    | Germania (bandiera)  | P     | Bernd Schäfer     |
|    | Germania (bandiera)  | D     | Oliver Dittberner |
|    | Germania (bandiera)  | D     | Andreas Keim      |
|    | Germania (bandiera)  | D     | Andreas Krause    |
|    | Germania (bandiera)  | D     | Jochen Novodomsky |
|    | Germania (bandiera)  | D     | Thomas Ritter     |
|    | Germania (bandiera)  | D     | Wolfgang Wolf     |
|    | Germania (bandiera)  | C     | Marc Arnold       |
|    | Germania (bandiera)  | C     | Robert Hofacker   |
|    | Germania (bandiera)  | C     | Matthias Imhof    |
|    | Rep. Ceca (bandiera) | C     | Karel Kula        |

| N. |                       | Ruolo | Calciatore           |
| -- | --------------------- | ----- | -------------------- |
|    | Turchia (bandiera)    | C     | Osman Per            |
|    | Germania (bandiera)   | C     | Thomas Richter       |
|    | Germania (bandiera)   | C     | Alois Schwartz       |
|    | Germania (bandiera)   | C     | Adrian Spyrka        |
|    | Germania (bandiera)   | C     | Reinhold Tattermusch |
|    | Germania (bandiera)   | C     | Ralf Vollmer         |
|    | Germania (bandiera)   | C     | Thorsten Wörsdörfer  |
|    | Germania (bandiera)   | C     | Thomas Ziller        |
|    | Germania (bandiera)   | A     | Sven Berkenhagen     |
|    | Costa Rica (bandiera) | A     | Juan Cayasso         |
|    | Germania (bandiera)   | A     | Jens-Peter Fischer   |
|    | Germania (bandiera)   | A     | Marcus Marin         |
|    | Grecia (bandiera)     | A     | Dimitrios Moutas     |

## Organigramma societario
Area tecnica
- Allenatore: Rainer Zobel
- Allenatore in seconda:
- Preparatore dei portieri:
- Preparatori atletici:

## Calciomercato

### Sessione estiva
| Acquisti | Acquisti            | Acquisti          | Acquisti |
| R.       | Nome                | da                | Modalità |
| -------- | ------------------- | ----------------- | -------- |
| A        | Sven Berkenhagen    | Greifswalder      |          |
| A        | Jens-Peter Fischer  | TuS Hoisdorf      |          |
| C        | Robert Hofacker     | FV Donaueschingen |          |
| C        | Karel Kula          | Baník Ostrava     |          |
| P        | Claus Reitmaier     | Wiener SC         |          |
| C        | Thomas Richter      | Stoccarda II      |          |
| C        | Adrian Spyrka       | Saarbrücken       |          |
| C        | Thorsten Wörsdörfer | Schalke 04        |          |

| Cessioni | Cessioni         | Cessioni           | Cessioni |
| R.       | Nome             | a                  | Modalità |
| -------- | ---------------- | ------------------ | -------- |
| C        | Markus Bäurle    | Norimberga         |          |
| C        | Andreas Broß     | Ditzingen          |          |
| C        | Dirk Fengler     | Norimberga         |          |
| D        | Heribert Stadler | VfL Kirchheim/Teck |          |
| C        | Thomas Winter    | Reutlingen         |          |

### Sessione invernale
| Acquisti | Acquisti | Acquisti | Acquisti |
| R.       | Nome     | da       | Modalità |
| -------- | -------- | -------- | -------- |

| Cessioni | Cessioni | Cessioni | Cessioni |
| R.       | Nome     | a        | Modalità |
| -------- | -------- | -------- | -------- |

## Risultati

### Bundesliga

#### Girone di andata
| Arbitro: | Ziller |

|                                    |           |  |
| Tattermusch 44’ Kula 60’ Marin 68’ | Marcatori |  |

| Colonia 10 agosto 1991, ore 15:30 CEST 2ª giornata | Colonia | 0 – 0 referto | Kickers Stoccarda | Müngersdorfer Stadion (16 000 spett.)\| Arbitro: \| Stenzel \| |
| Arbitro:                                           | Stenzel |               |                   |                                                                |

| Arbitro: | Berg |

|  |           |          |
|  | Marcatori | 81’ Kree |

| Arbitro: | Löwer |

|                                        |           |                               |
| Kranz 29’ Witeczek 45’, 80’ Dooley 48’ | Marcatori | 39’, 76’ Vollmer 51’ Schwartz |

| Arbitro: | Theobald |

|  |           |           |
|  | Marcatori | 48’ Woelk |

| Arbitro: | Merk |

|  |           |                                      |
|  | Marcatori | 42’ Kula 61’ (rig.) Ritter 63’ Marin |

| Arbitro: | Prengel |

|            |           |                |
| Moutas 39’ | Marcatori | 21’ Schütterle |

| Arbitro: | Steinborn |

|                                                            |           |             |
| Sippel 14’, 30’, 75’ Möller 38’ Bein 42’ (rig.) Yeboah 47’ | Marcatori | 50’ Cayasso |

| Arbitro: | Dardenne |

|                             |           |            |
| Tattermusch 48’ Vollmer 76’ | Marcatori | 16’ Allofs |

| Arbitro: | Weber |

|                                 |           |  |
| Dittwar 59’ (rig.) Eckstein 90’ | Marcatori |  |

| Arbitro: | Strampe |

|             |           |              |
| Richter 52’ | Marcatori | 12’ Weichert |

| Arbitro: | Aust |

|               |           |                                       |
| Wohlfarth 72’ | Marcatori | 8’ Kula 24’ Marin 64’ Keim 90’ Moutas |

| Arbitro: | Föckler |

|  |           |             |
|  | Marcatori | 88’ Büskens |

| Arbitro: | Malbranc |

|                                                 |           |          |
| Novodomsky 64’ (aut.) Povlsen 78’ Chapuisat 90’ | Marcatori | 69’ Kula |

| Arbitro: | Gläser |

|             |           |                |
| Vollmer 67’ | Marcatori | 9’ Anderbrügge |

| Arbitro: | Assenmacher |

|                                |           |                |
| Sammer 10’ Walter 63’ Buck 90’ | Marcatori | 40’ Novodomsky |

| Arbitro: | Harder |

|                       |           |                |
| Gütschow 35’ Pilz 37’ | Marcatori | 5’, 76’ Moutas |

| Arbitro: | Steinborn |

|                           |           |  |
| Moutas 10’ Imhof 48’, 69’ | Marcatori |  |

| Arbitro: | Ziller |

|                           |           |                     |
| Wegmann 24’ Benatelli 81’ | Marcatori | 59’ Keim 69’ Moutas |

#### Girone di ritorno
| Arbitro: | Theobald |

|                                              |           |           |
| Tschiskale 63’ Bach 67’ Ibrahim 86’ Sané 90’ | Marcatori | 17’ Marin |

| Arbitro: | Dellwing |

|  |           |                                  |
|  | Marcatori | 3’ Trulsen 54’ Fuchs 90’ Greiner |

| Arbitro: | Mierswa |

|                           |           |                  |
| Kirsten 46’, 74’ Foda 81’ | Marcatori | 40’ (rig.) Marin |

| Arbitro: | Führer |

|          |           |           |
| Kula 49’ | Marcatori | 38’ Hotić |

| Arbitro: | Stenzel |

|              |           |             |
| Notthoff 37’ | Marcatori | 12’ Vollmer |

| Arbitro: | Krug |

|          |           |          |
| Keim 52’ | Marcatori | 23’ Waas |

| Arbitro: | Weber |

|                                        |           |          |
| Metz 7’ (rig.) Schütterle 26’ Carl 40’ | Marcatori | 69’ Keim |

| Arbitro: | Aust |

|  |           |                       |
|  | Marcatori | 56’ Möller 90’ Sippel |

| Arbitro: | Löwer |

|          |           |                                   |
| Kohn 78’ | Marcatori | 18’ Schwartz 43’ Moutas 83’ Marin |

| Arbitro: | Prengel |

|                            |           |             |
| Marin 12’, 69’, 89’ (rig.) | Marcatori | 78’ Dorfner |

| Arbitro: | Kasper |

|                  |           |                    |
| Schlünz 27’, 61’ | Marcatori | 47’ Keim 76’ Marin |

| Arbitro: | Osmers |

|                    |           |                                                      |
| Moutas 8’ Kula 53’ | Marcatori | 21’ Wohlfarth 39’ Mazinho 55’ Labbadia 80’ Sternkopf |

| Arbitro: | Merk |

|            |           |                           |
| Dražić 26’ | Marcatori | 10’, 40’ Marin 81’ Moutas |

| Arbitro: | Heynemann |

|  |           |                |
|  | Marcatori | 52’ Rummenigge |

| Arbitro: | Habermann |

|                |           |                 |
| Sendscheid 86’ | Marcatori | 15’, 40’ Moutas |

| Arbitro: | Schmidhuber |

|            |           |                               |
| Moutas 49’ | Marcatori | 77’, 90’ Walter 84’ Frontzeck |

| Stoccarda 5 maggio 1992, ore 20:00 CEST 36ª giornata | Kickers Stoccarda | 0 – 0 referto | Dinamo Dresda | Neckarstadion (9 800 spett.)\| Arbitro: \| Wiesel \| |
| Arbitro:                                             | Wiesel            |               |               |                                                      |

| Arbitro: | Föckler |

|                            |           |              |
| Criens 46’ Kastenmaier 86’ | Marcatori | 35’ Schwartz |

| Arbitro: | Kasper |

|                              |           |  |
| Cayasso 65’ Marin 68’ (rig.) | Marcatori |  |

### Coppa di Germania
| Arbitro: | Bußhardt |

|  |           |                                              |
|  | Marcatori | 17’ Berkenhagen 20’, 56’ Kula 43’ Wörsdörfer |

| Arbitro: | Boos |

|                                       |           |            |
| Schwartz 25’ Ritter 108’ Fischer 120’ | Marcatori | 74’ Edmond |

| Arbitro: | Werthmann |

|             |           |                     |
| Klemmer 86’ | Marcatori | 38’ Keim 101’ Imhof |

| Arbitro: | Kasper |

|                              |           |  |
| Klinkert 18’ Kastenmaier 89’ | Marcatori |  |

## Statistiche

### Statistiche di squadra
| Competizione      | Punti | In casa | In casa | In casa | In casa | In casa | In casa | In trasferta | In trasferta | In trasferta | In trasferta | In trasferta | In trasferta | Totale | Totale | Totale | Totale | Totale | Totale | DR  |
| Competizione      | Punti | G       | V       | N       | P       | Gf      | Gs      | G            | V            | N            | P            | Gf           | Gs           | G      | V      | N      | P      | Gf     | Gs     | DR  |
| ----------------- | ----- | ------- | ------- | ------- | ------- | ------- | ------- | ------------ | ------------ | ------------ | ------------ | ------------ | ------------ | ------ | ------ | ------ | ------ | ------ | ------ | --- |
| Bundesliga        | 31    | 19      | 5       | 6       | 8       | 21      | 23      | 19           | 5            | 5            | 9            | 32           | 41           | 38     | 10     | 11     | 17     | 53     | 64     | -11 |
| Coppa di Germania | -     | 1       | 1       | 0       | 0       | 3       | 1       | 3            | 2            | 0            | 1            | 6            | 3            | 4      | 3      | 0      | 1      | 9      | 4      | +5  |
| Totale            | 31    | 20      | 6       | 6       | 8       | 24      | 24      | 22           | 7            | 5            | 10           | 38           | 44           | 42     | 13     | 11     | 18     | 62     | 68     | -6  |

### Andamento in campionato
| Giornata  | 1 | 2 | 3 | 4  | 5  | 6  | 7  | 8  | 9  | 10 | 11 | 12 | 13 | 14 | 15 | 16 | 17 | 18 | 19 | 20 | 21 | 22 | 23 | 24 | 25 | 26 | 27 | 28 | 29 | 30 | 31 | 32 | 33 | 34 | 35 | 36 | 37 | 38 |
| --------- | - | - | - | -- | -- | -- | -- | -- | -- | -- | -- | -- | -- | -- | -- | -- | -- | -- | -- | -- | -- | -- | -- | -- | -- | -- | -- | -- | -- | -- | -- | -- | -- | -- | -- | -- | -- | -- |
| Luogo     | C | T | C | T  | C  | T  | C  | T  | C  | T  | C  | T  | C  | T  | C  | T  | T  | C  | T  | T  | C  | T  | C  | T  | C  | T  | C  | T  | C  | T  | C  | T  | C  | T  | C  | C  | T  | C  |
| Risultato | V | N | P | P  | P  | V  | N  | P  | V  | P  | N  | V  | P  | P  | N  | P  | N  | V  | N  | P  | P  | P  | N  | N  | N  | P  | P  | V  | V  | N  | P  | V  | P  | V  | P  | N  | P  | V  |
| Posizione | 2 | 3 | 7 | 14 | 16 | 13 | 13 | 14 | 14 | 15 | 14 | 14 | 14 | 15 | 15 | 16 | 18 | 15 | 14 | 16 | 18 | 19 | 19 | 19 | 18 | 19 | 19 | 19 | 18 | 17 | 19 | 17 | 19 | 19 | 18 | 18 | 18 | 17 |

Legenda:

Luogo: C = Casa; T = Trasferta. Risultato: V = Vittoria; N = Pareggio; P = Sconfitta.

### Statistiche dei giocatori
| Giocatore      | Bundesliga | Bundesliga | Bundesliga  | Bundesliga | Coppa di Germania | Coppa di Germania | Coppa di Germania | Coppa di Germania | Totale   | Totale | Totale      | Totale     |
| Giocatore      | Presenze   | Reti       | Ammonizioni | Espulsioni | Presenze          | Reti              | Ammonizioni       | Espulsioni        | Presenze | Reti   | Ammonizioni | Espulsioni |
| -------------- | ---------- | ---------- | ----------- | ---------- | ----------------- | ----------------- | ----------------- | ----------------- | -------- | ------ | ----------- | ---------- |
| M. Arnold      | 0          | 0          | 0           | 0          | 0                 | 0                 | 0                 | 0                 | 0        | 0      | 0           | 0          |
| S. Berkenhagen | 7          | 0          | 1           | 0          | 2                 | 1                 | 0                 | 0                 | 9        | 1      | 1           | 0          |
| S. Brasas      | 8          | 0          | 0           | 0          | 2                 | 0                 | 0                 | 0                 | 10       | 0      | 0           | 0          |
| J. Cayasso     | 15         | 2          | 3           | 0          | 4                 | 0                 | 0                 | 0                 | 19       | 2      | 3           | 0          |
| O. Dittberner  | 1          | 0          | 0           | 0          | 1                 | 0                 | 0                 | 0                 | 2        | 0      | 0           | 0          |
| J. Fischer     | 6          | 0          | 1           | 0          | 2                 | 1                 | 1                 | 0                 | 8        | 1      | 2           | 0          |
| R. Hofacker    | 9          | 0          | 3           | 0          | 1                 | 0                 | 0                 | 0                 | 10       | 0      | 3           | 0          |
| M. Imhof       | 28         | 2          | 5           | 0          | 4                 | 1                 | 0                 | 0                 | 32       | 3      | 5           | 0          |
| A. Keim        | 29         | 5          | 5           | 0          | 2                 | 1                 | 0                 | 0                 | 31       | 6      | 5           | 0          |
| A. Krause      | 2          | 0          | 0           | 0          | 2                 | 0                 | 1                 | 0                 | 4        | 0      | 1           | 0          |
| K. Kula        | 28         | 6          | 2           | 0          | 2                 | 2                 | 0                 | 0                 | 30       | 8      | 2           | 0          |
| M. Marin       | 32         | 13         | 4           | 0          | 3                 | 0                 | 0                 | 0                 | 35       | 13     | 4           | 0          |
| D. Moutas      | 32         | 12         | 0           | 0          | 2                 | 0                 | 0                 | 0                 | 34       | 12     | 0           | 0          |
| J. Novodomsky  | 34         | 1          | 7           | 0          | 2                 | 0                 | 0                 | 0                 | 36       | 1      | 7           | 0          |
| O. Per         | 0          | 0          | 0           | 0          | 0                 | 0                 | 0                 | 0                 | 0        | 0      | 0           | 0          |
| C. Reitmaier   | 30         | 0          | 0           | 0          | 2                 | 0                 | 0                 | 0                 | 32       | 0      | 0           | 0          |
| T. Richter     | 31         | 1          | 5           | 1          | 2                 | 0                 | 0                 | 0                 | 33       | 1      | 5           | 1          |
| T. Ritter      | 36         | 1          | 4           | 0          | 4                 | 1                 | 0                 | 0                 | 40       | 2      | 4           | 0          |
| A. Schwartz    | 36         | 3          | 5           | 0          | 4                 | 1                 | 2                 | 0                 | 40       | 4      | 7           | 0          |
| B. Schäfer     | 0          | 0          | 0           | 0          | 0                 | 0                 | 0                 | 0                 | 0        | 0      | 0           | 0          |
| A. Spyrka      | 19         | 0          | 3           | 0          | 0                 | 0                 | 0                 | 0                 | 19       | 0      | 3           | 0          |
| R. Tattermusch | 20         | 2          | 3           | 0          | 2                 | 0                 | 0                 | 0                 | 22       | 2      | 3           | 0          |
| R. Vollmer     | 30         | 5          | 1           | 0          | 2                 | 0                 | 0                 | 0                 | 32       | 5      | 1           | 0          |
| W. Wolf        | 28         | 0          | 2           | 1          | 4                 | 0                 | 0                 | 0                 | 32       | 0      | 2           | 1          |
| T. Wörsdörfer  | 24         | 0          | 4           | 0          | 3                 | 1                 | 1                 | 0                 | 27       | 1      | 5           | 0          |
| T. Ziller      | 0          | 0          | 0           | 0          | 0                 | 0                 | 0                 | 0                 | 0        | 0      | 0           | 0          |